# Vivo en el limbo
«Vivo en el limbo» es una canción escrita por Kaleth Morales, con la idea de entregarla al grupo de reguetón de Cartagena Latin Dreams, pero debido al éxito que tenía en las presentaciones donde Kaleth la interpretaba, decidió grabarla junto a su compañero de entonces, el acordeonero Andrés Herrera. Este tema tuvo resonancia en las radios colombianas e incluso fuera del país, claro ejemplo Venezuela.
Después de la muerte de Kaleth, otros grupos han grabado la canción, Ellos son: en reggaeton, Latin Dreams; en Salsa y Reguetón, el grupo Salserín y, en Merengue, la orquesta Rikarena.

## Vídeo
El vídeo de la canción Vivo En El Limbo se realizó en la ciudad de Barranquilla y allí se muestran algunas partes de la ciudad mientras Kaleth y su compañero JuanK Ricardo bailan y cantan. Además muestran personas del común cantando la canción mientras realizan sus actividades. Entre estos, unos médicos y enfermeras que llevan un paciente herido que este se levanta y canta para luego volver a desmayarse, obreros de la construcción, y personas en centros comerciales y restaurantes. El clip fue dirigido por Alen Quimer.

## Otras versiones

### Latin Dreams
El grupo musical formado en Cartagena, conocidos como los maestros u/o pilares de la música urbana en Colombia, actualmente realizaron la versión final de este tema, pero en versión reguetón. 

### Salserín
La Orquesta Salserín grabó la canción en el año 2006 en dos versiones: una en salsa y una en reguetón, junto al grupo Zona 7.